# FK Garliava
FK Garliava ist ein litauischer Fußballverein aus Garliava.
Der junge Verein spielt derzeit in der 1 Lyga, der zweithöchsten litauischen Liga.

## Geschichte
Der Verein wurde 2008 unter dem Namen FK Garliava gegründet.

## Platzierungen (seit 2017)
| Saisons | Div. | Līga                 | Platz | Einzelnachweise | Notering                            |
| ------- | ---- | -------------------- | ----- | --------------- | ----------------------------------- |
| 2017.   | 4.   | Trečia lyga (Kaunas) | 7.    |                 |                                     |
|         |      |                      |       |                 |                                     |
| 2021.   | 3.   | Antra lyga           | 4.    | [ 2 ] [ 3 ]     | ▲ Aufsteiger in die Pirma lyga 2022 |
| 2022.   | 2.   | Pirma lyga           | 12.   | [ 4 ]           |                                     |
| 2023.   | 2.   | Pirma lyga           | 8.    | [ 5 ]           |                                     |
| 2024.   | 2.   | Pirma lyga           | 15.   | [ 6 ]           |                                     |

## Farben
| 2021 | 2021 | 2021 | 2021 |

## Die erste Mannschaft
Stand: 10. August 2023
| Nr. |                    | Position | Name                 |
| --- | ------------------ | -------- | -------------------- |
| 1   | Litauen            | TW       | Dominykas Valeckas   |
| 3   | Litauen            | AB       | Deimantas Kontenis   |
| 4   | Litauen            | AB       | Domas Rackauskas     |
| 5   | Litauen            | AB       | Tomas Rakasius       |
| 6   | Japan              | MF       | Yasuhiro Hanada      |
| 7   | Litauen            | AB       | Lukas Cepkauskas     |
| 8   | Vereinigte Staaten | MF       | Daniel Reid          |
| 10  | Brasilien          | ST       | Gustavo Lucenner     |
| 11  | Litauen            | ST       | Ernestas Mickevicius |
| 12  | Litauen            | TW       | Kristupas Dzekcioras |
| 14  | Japan              | MF       | Tsubasa Watanabe     |
| 15  | Litauen            | ST       | Lukas Odincovas      |
| 16  | Ukraine            | MF       | Maksym Starhorodskyi |
| 17  | Litauen            | MF       | Titas Pranauskas     |

| Nr. |         | Position | Name                  |
| --- | ------- | -------- | --------------------- |
| 18  | Litauen | MF       | Karolis Janusa        |
| 19  | Litauen | MF       | Domantas Vitkus       |
| 21  | Litauen | MF       | Rokas Gudelis         |
| 25  | Litauen | MF       | Kiril Kraskovskyi     |
| 26  | Litauen | TW       | Dovydas Vilkas        |
| 27  | Litauen | MF       | Marius Barila         |
| 28  | Litauen | MF       | Rimvydas Lipnevicius  |
| 31  | Litauen | MF       | Pijus Sudakovas       |
| 33  | Ukraine | MF       | Vadym Korolenko       |
| 55  | Litauen | AB       | Danielius Liaudanskis |
|     | Ukraine | TW       | Davyd Hryshyn         |
|     | Ukraine | MF       | Kiril Kraskovskyi     |
|     | Ukraine | MF       | Denys Slyusarenko     |

## Trainer
- Gintautas Vaičiūnas, 2021.[9]
- Vitalijus Stankevičius, bis 2022.[10]